# Футбольна команда
Футбольна команда — це група гравців, відібраних для спільної гри в різних командних видах спорту, відомих як футбол. Такі команди можуть бути обрані для участі в матчі проти команди суперника, представляти футбольний клуб, групу, штат або націю, команду зірок або навіть відібрані як гіпотетична команда (наприклад, команда мрії або команда століття) і ніколи не зіграти справжній матч.

## Загальна інформація
Існує кілька різновидів футболу. Деякі з них включають футбол асоціацій, Північно-американський футбол ,австралійський футбол за правилами, гельський футбол, лігу регбі та союз регбі. Кількість гравців, відібраних для кожної команди, в межах цих різновидів і пов’язаних з ними кодів може істотно відрізнятися. Іноді слово «команда» обмежується тими, хто грає на полі під час матчу, і не завжди включає інших гравців, які можуть брати участь як заміна чи гравці в надзвичайній ситуації. "Футбольна команда" може використовуватися для включення цих гравців підтримки та резерву.

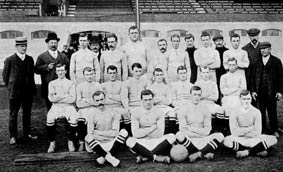
Футбольний клуб Челсі з допоміжним складом 1905

Термін футбольний клуб найчастіше використовується для позначення спортивного клубу, який є організованим або зареєстрованим органом з президентом, комітетом і набором правил, відповідальних за забезпечення тривалого існування однієї або кількох команд, які відбираються для регулярних змагань ( і які можуть брати участь у кількох різних дивізіонах або лігах). Найстаріші футбольні клуби датуються початком 19 століття. Слова команда і клуб іноді використовуються вболівальниками як взаємозамінні, хоча зазвичай вони стосуються команди всередині клубу, яка грає у вищому дивізіоні або змаганні.

## Варіація кількості гравців серед видів футболу
Кількість гравців, які беруть участь у грі одночасно, формуючи команду, становить:
- Футбол асоціацій: 11
- Малий футбол[en] : 7
- Шоубол: 5-7

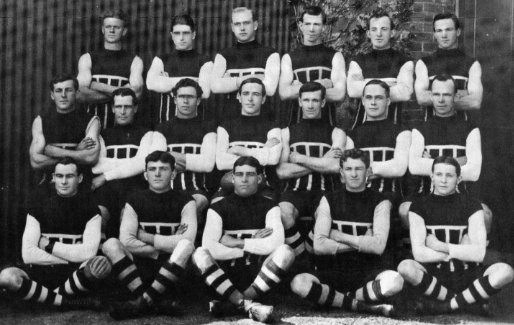
Команда з 18 гравців Port Adelaide.Чемпіони Австралії 1914

- Футзал, пляжний футбол, міні-футбол: 5
- Американський футбол: 11
- Арена-футбол[en] : 8
- Канадський футбол : 12
- Ліга регбі : 13
- Союз регбі : 15
- Регбі-7 : 7
- Гельський футбол : 15
- Австралійський футбол за правилами : 18

## Список асоціацій футбольних команд
- Список асоціацій футбольних клубів[en]
- Список чоловічих національних збірних по футболу[en]
- Список жіночих асоціацій футбольних клубів[en]
- Список жіночих національних збірних по футболу[en]

## Список Австралійських правил футбольних команд
- Список Австралійських правил футбольних клубів[en]